# Kevin Robinzine
Kevin Bernard Robinzine (* 12. April 1966 in Fort Worth, USA) ist ein ehemaliger US-amerikanischer Leichtathlet und Olympiasieger.
1987 gewann Robinzine mit der US-amerikanischen 4-mal-400-Meter-Staffel bei den Panamerikanischen Spielen. Im gleichen Jahr siegte er auch mit der Staffel bei der Universiade.
Bei den XXIV. Olympischen Spielen 1988 in Seoul gewann er die Mannschaftsgoldmedaille im 4-mal-400-Meter-Staffellauf, zusammen mit seinen Teamkollegen Danny Everett, Steve Lewis und Butch Reynolds, vor den Teams aus Jamaika und Deutschland. Die Mannschaft egalisierte dabei den zu diesem Zeitpunkt bestehenden Welt- und olympischen Rekord aus dem Jahre 1968 mit 2:56,16 min.
Seine persönliche Bestleistung im 400-Meter-Lauf stellte Robinzine bei den Vorausscheidungen für die Olympischen Spiele 1988 auf, als er in Indianapolis in 44,61 s Vierter wurde. Bei einer Körpergröße von 1,78 m betrug sein Wettkampfgewicht 64 kg.